# Obora (Blanskói járás)
Obora település Csehországban, a Blanskói járásban. Obora Voděrady, Doubravice nad Svitavou, Bořitov, Lhota Rapotina, Krhov és Jabloňany településekkel határos. Lakosainak száma 363 fő (2024. január 1.).

## Népesség
A település lakosságának változását az alábbi diagram mutatja:
| Lakosok száma | 285  | 328  | 425  | 381  | 347  | 289  | 308  | 313  | 338  | 363  |
|               | 1869 | 1890 | 1921 | 1950 | 1980 | 2001 | 2017 | 2019 | 2022 | 2024 |